# Georg Jacob Kehr
Georg Jacob Kehr (ryska: Георгий Яковлевич Кер, Georgij Jakovlevitj Ker), född den  27 juli 1692 i Schleusingen, död den 5 maj 1740 i Sankt Petersburg, var en tysk orientalist och numismatiker i rysk tjänst.
Kehr studerade i Halle och Leipzig, där han utgav Dissertatio de Saracenis, Hagarenis et Mauris (1723), Monarchiæ asiatico-saracenicæ status (1724) och Monarchiæ Mogolo-indici och Mogolis Magni Aureng Szeb numisma (1725). Han kallades av vicekanslern Osterman 1732 till Petersburg, där han blev översättare av persiska, arabiska och turkiska vid utrikeskollegiet med undervisningsskyldighet. På latin utarbetade han ett förslag till en österländsk akademi i Ryssland (översatt till ryska 1856). Hans i Ryssland författade manuskript förvarades vid 1900-talets början i utrikesarkivet i Moskva.